# Skeppsklarerare
Skeppsklarerare är en (auktoriserad) person som utför in- och utklarering av fartyg som anlöper och lämnar en utländsk hamn.
Skeppsklareringen innebär att man kontrollerar de handlingar som landets myndigheter kräver och att de avgifter som krävs betalas.